# Coregonus gutturosus
Coregonus gutturosus was een endemische soort houting in het Bodenmeer. De soort heet in het Duits Bodensee-Kilch. Een beschrijving van deze houting, als ondersoort Salmo muraena gutturosa, verscheen in 1818, op naam van Johann Friedrich Gmelin.

## Beschrijving
Het was houtingsoort die een maximale lengte van 29 cm en een gewicht van 125 gram kon bereiken. De bek was onderstandig, de snuit was stomp en de rug was olijfgroen of bruin gekleurd en het aantal kieuwboogaanhangsels was 14 tot 25.

## Verspreidingsgebied
Deze houting kwam alleen voor in het Bodenmeer (Meer van Konstanz). Deze vis leefde op grote diepte en foerageerde op de waterbodem. De vis paaide op 10 tot 60 m diepte en trok na de paai zelfs naar nog dieper water, tot wel 140 m. De paai vond plaats in juli tot in november.

## Status
Door eutrofiëring gedurende de jaren 1970 van het Bodenmeer, stierf deze houtingsoort uit. De zuurstofconcentratie op grotere diepten in het meer was te laag, waardoor de eieren zich niet tot larven konden ontwikkelen. Ronde de eeuwwisseling, toen de waterkwaliteit sterk verbeterde, is onderzoek gedaan naar het voorkomen van de Bodenseekilch, maar dit bleef zonder resultaat. Daarom staat deze soort als uitgestorven op de Rode Lijst van de IUCN.